# Виборчий округ 192
Виборчий округ 192 — виборчий округ в Хмельницькій області. В сучасному вигляді був утворений 28 квітня 2012 постановою ЦВК №82 (до цього моменту існувала інша система виборчих округів). Окружна виборча комісія цього округу розташовується в будинку школяра за адресою м. Дунаївці, вул. Шевченка, 46.
До складу округу входять Городоцький, Дунаєвецький, Чемеровецький і Ярмолинецький райони. Виборчий округ 192 межує з округом 188 на півночі, з округом 191 на сході, з округом 193 на півдні, з округом 167 на південному заході та з округом 166 на заході. Виборчий округ №192 складається з виборчих дільниць під номерами 680187-680226, 680228-680248, 680250-680256, 680313-680387, 681139-681203 та 681267-681328.

## Народні депутати від округу
| Ім'я                           | Фото | Партія         | Скликання | Дата набуття повноважень | Дата припинення повноважень |
| ------------------------------ | ---- | -------------- | --------- | ------------------------ | --------------------------- |
| Герега Олександр Володимирович |      | самовисуванець | 7-ме      | 12 грудня 2012           | 27 листопада 2014           |
| Герега Олександр Володимирович |      | самовисуванець | 8-ме      | 27 листопада 2014        | 29 серпня 2019              |
| Герега Олександр Володимирович |      | самовисуванець | 9-те      | 29 серпня 2019           |                             |

## Результати виборів

### Парламентські

#### 2019
Кандидати-мажоритарники:
- Герега Олександр Володимирович (самовисування)
- Гуменюк Василь Васильович (Слуга народу)
- Скринчук Олег Леонідович (Аграрна партія України)
- Гуменюк Анатолій Іванович (Батьківщина)
- Чепко Назарій Валерійович (Свобода)
- Шургай Петро Петрович (Радикальна партія)
- Ярошинський Роман Вікторович (Опозиційна платформа — За життя)
- Мельник Олександр Олександрович (самовисування)
- Ковалевський Олександр Олександрович (Народний рух України)
- Коваль Сергій Володимирович (самовисування)
- Дашковський Олександр Олександрович (самовисування)
- Чернецький Олександр Іванович (самовисування)

#### 2014
Кандидати-мажоритарники:
- Герега Олександр Володимирович (самовисування)
- Мусій Мирослав Ярославович (Народний фронт)
- Браславець Ольга Василівна (самовисування)
- Площинський Микола Альбінович (Батьківщина)
- Трофемлюк Іван Петрович (самовисування)
- Матвеєв Валерій Іванович (самовисування)
- Омельчук Костянтин Миколайович (самовисування)
- Пилипенко Валерій Віталійович (самовисування)
- Франків Сергій Петрович (Опозиційний блок)

#### 2012
Кандидати-мажоритарники:
- Герега Олександр Володимирович (самовисування)
- Мусій Мирослав Ярославович (Батьківщина)
- Вінський Йосип Вікентійович (самовисування)
- Купчик Олег Леонідович (УДАР)
- Браславець Ольга Василівна (Наша Україна)
- Орлов Володимир Іванович (Комуністична партія України)
- Пятак Галина Василівна (Партія регіонів)
- Довгань Валерій Іванович (самовисування)
- Свято Василь Петрович (самовисування)

## Явка
Явка виборців на окрузі: